# امگاویکی
امگا ویکی یک پروژه ویکی‌پایه‌است که هدف آن ساخت یک فرهنگ واژگان و یک اصطلاح‌نامه‌است.

## تاریخچه
امگاویکی در رقابت با ویکی‌واژه برای زدودن مشکل هماهنگی پروژه‌های زبان‌های گوناگون ویکی‌واژه ساخته‌شد. با توجه به این که بسیاری از جستارهای ویکی‌واژه‌های گوناگون از ویکی‌واژه‌های زبان‌های دیگر کپی می‌شوند و این‌کار هم مشکل به روز ماندن به وجود می‌آورد و هم کار را دشوار می‌کند و نیاز به کار دستی فراوان است که باید برای حدود هفت تا هشت‌هزار زبان انجام شود؛ این پروژه برای حل ایرادهای مربوط به این کارهای تکراری به وجود آمد. 